# Paspalum dissectum
Paspalum dissectum là một loài thực vật có hoa trong họ Hòa thảo. Loài này được (L.) L. mô tả khoa học đầu tiên năm 1762.